# Mýdlo s jelenem

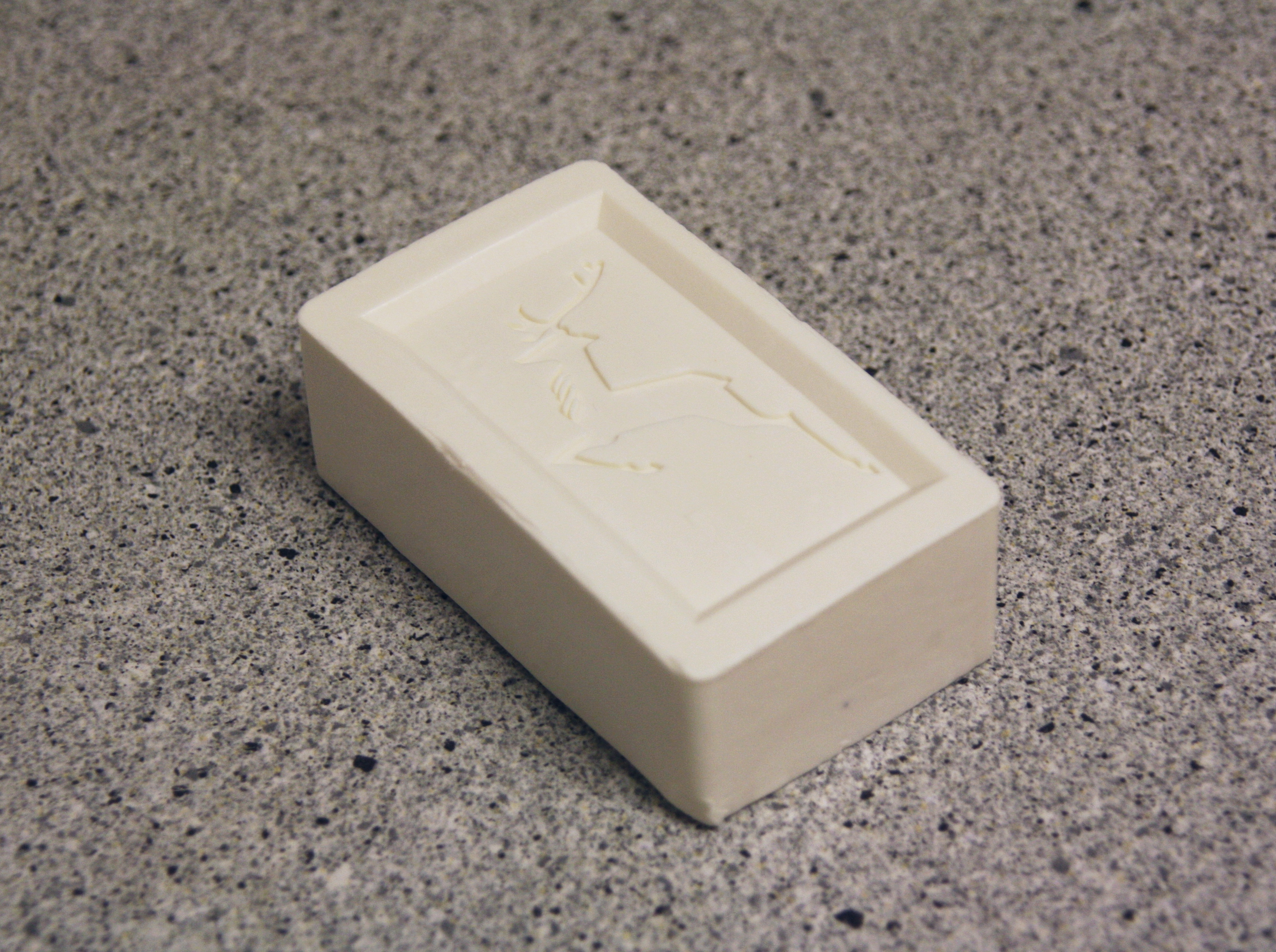
Mýdlo s jelenem od výrobce
Schicht s.r.o.

Mýdlo s jelenem je obecný zlidovělý název pro skupinu mýdel, které se od poloviny 19. století používají k praní. Mýdlo s jelenem obsahovalo klasickou mýdelní složku bez přídavku parfémů a vůni, novější mýdla tohoto typu už parfémy obsahují. Svůj název nese mýdlo od jelena, který byl vyražen na jeho povrchu. Prodávalo se v klasické kostce s tmavě béžovou barvou. Používá se k praní namísto pracích prostředků. Výhodou je nižší cena a zdravotní nezávadnost, nevýhodou postupné šednutí prádla. Časem došlo k apelativizaci a jako „mýdlo s jelenem“ se začalo označovat každé jádrové mýdlo bez ohledu na výrobce, vznikla i řada napodobenin.

## Historie

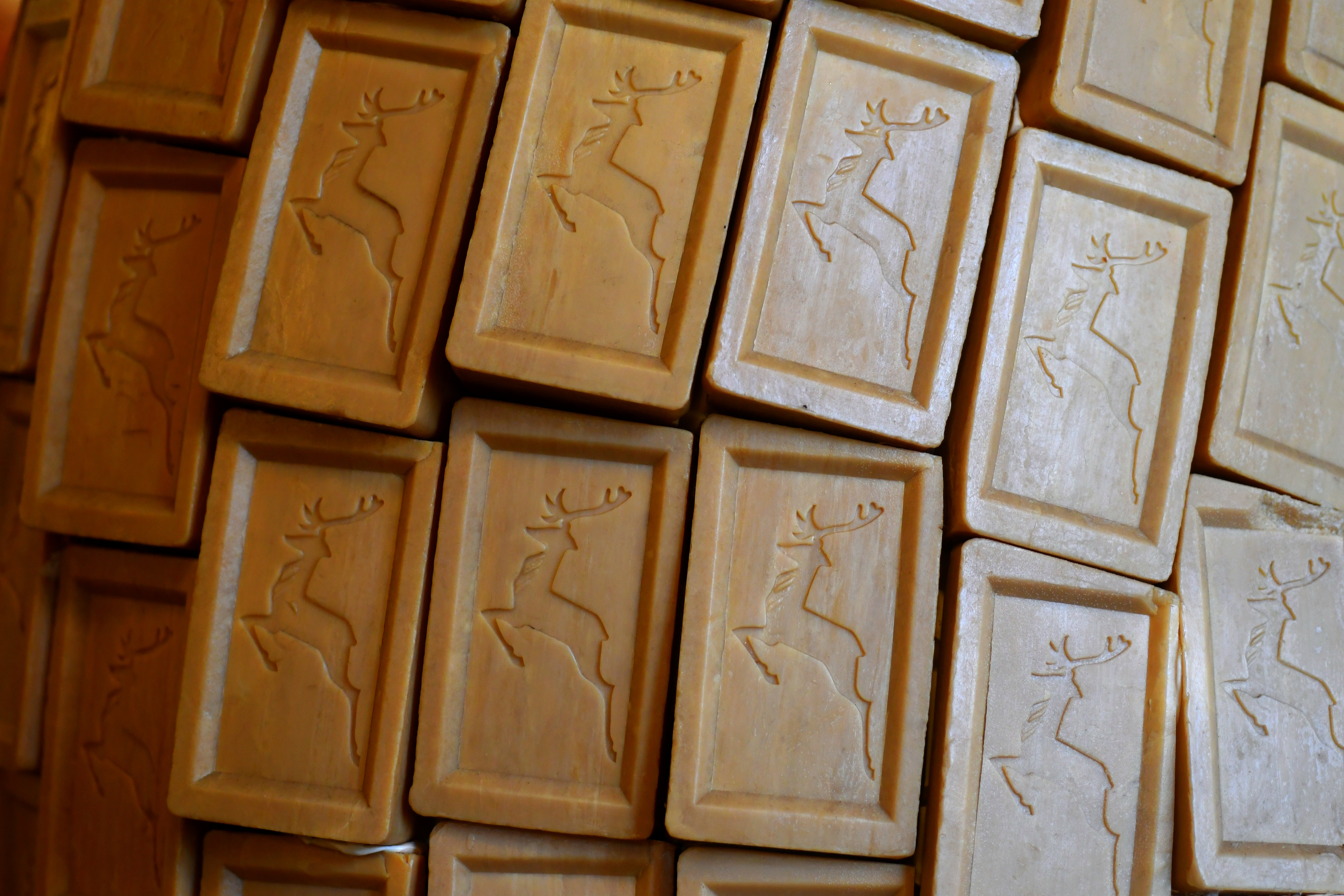
Tradiční mýdlo s jelenem v muzeu v Ústí nad Labem.

Výroba tohoto mýdla byla zahájena v Rynolticích roku 1848, v roce 1891 si zaregistroval Johann Schicht jelena ve skoku jako ochrannou známku. Počátkem dvacátého století vyráběly Schichtovy závody tři sta milionů kusů mýdla ročně.
Od konce 19. století se reklamy na mýdlo s jelenem pravidelně objevovaly na stránkách nejrůznějších novin a časopisů, například Ženského světa, České hospodyně, Národních listů, Lidových novin, Světozoru, Pestrého týdne či obrázkového týdeníku Letem světem. V roce 1936 zahrála mladá filmová herečka Karla Oličová návštěvnici módního závodu v reklamě Čím je to? na Schichtovo mýdlo s jelenem. Firma velmi často inzerovala svůj produkt reklamními verši. Na apríla 2017 se na internetu objevil mystifikační článek „dokazující“, že veršovaný reklamní text na mýdlo s jelenem napsal i básník Vítězslav Nezval.
Nástupcem znárodněné Schichtovy továrny byly Severočeské tukové závody, po roce 1989 firma Setuza se sídlem v Ústí nad Labem, která začala vyrábět mýdlo s jelenem také v tekuté a práškové podobě.